# Грант, Альваро
Альваро Грант Макдональд (исп. Álvaro Grant MacDonald; 3 февраля 1938 года, Сан-Хосе, Коста-Рика) — коста-риканский футболист и тренер.

## Карьера
В качестве футболиста выступал на позиции защитника. Всю свою карьеру провёл в клубе "Эредиано". На протяжении нескольких лет вызывался в сборную Коста-Рики, за которую он сыграл 46 матчей и забил один гол.
После завершения карьеры вошёл в тренерский штаб команды. Позднее Грант самостоятельно руководил "Алахуэленсе", который он в 1984 году привёл к победе в чемпионате страны. За свою тренерскую карьеру наставник дважды возглавлял национальную команду страны. В 1993 году он привёл "тикос" к бронзовым медалям на Золотом Кубке КОНКАКАФ в США и Мексике.

## Личная жизнь
Женат на Марлен Саборио. Отец известного коста-риканского футболиста Альваро Саборио.

## Достижения

### Футболиста
- Чемпион Коста-Рики (1): 1961.

### Тренера
- Чемпион Коста-Рики (1): 1984.
- Бронзовый призёр Золотого Кубка КОНКАКАФ (1): 1993.